# ماهمیران
ماهمیران یک روستا در ایران است که در شهرستان خوسف واقع شده‌است. ماهمیران ۱۲۶ نفر جمعیت دارد.